# Премія Вольфганга Кеппена
Премія Вольфганга Кеппена (нім. Wolfgang-Koeppen-Preis) — літературна премія німецького міста Грайфсвальд, названа на честь німецького письменника Вольфганга Кеппена, уродженця цього міста. Преміальний фонд становить 5000 євро. Премію присуджують що два роки. Тільки першого лауреата визначало журі, кандидатуру кожного наступного висував попередній лауреат.

## Лауреати
- 1998: Ріхард Андерс
- 2000: Томас Лер
- 2002: Сюзанна Рідель
- 2004: Людвіг Фельс
- 2006: Бартоломеус Гріль
- 2008: Сивілла Берг
- 2010: Йоахим Лотман
- 2012: Анна Катаріна Ган
- 2014: Карл-Гайнц Отт
- 2016: Томас Гетше
- 2018: Крістоф Петерс
- 2022: Крістіан Крахт